# کریم‌آباد (مچان)
کریم‌آباد روستایی در دهستان مچان بخش کیشکور شهرستان سرباز استان سیستان و بلوچستان ایران است.

## جمعیت
بر پایه سرشماری عمومی نفوس و مسکن در سال ۱۳۹۵ جمعیت این روستا ۳۶۳ نفر (۹۷خانوار) بوده‌است.